# Vinsten
Vinsten er et ældre, folkeligt navn for det krystallinske bundfald, som opstår spontant under vinfremstillingen. Det drejer sig om en blanding af tungtopløselige salte af vinsyren, hvor kaliumhydrogentartrat (KC4H5O6) og calciumtartrat (CaC4H4O6) er de stoffer, man oftest finder i vinstenen. Vinsten i rødvin ligner ofte almindeligt bundfald, men i hvidvin kan den se ud som små glasskår. Ved tygning smager vinstenkrystallerne syrligt, omtrent som man kan opleve det med krystaller af citronsyre.
Vinsten er vanskelig at opløse i vand, og den afsættes derfor – alt afhængigt af lagringsmetoden – på bunden af flasken eller på undersiden af proppen. Stofferne er ugiftige, og bruges ofte i fødevareindustrien som syreregulerende tilsætningsstof (med e-numrene 334-337) i fødemidler og drikkevarer. Dannelsen af vinsten har ikke i sig selv nogen indflydelse på vinens smag eller kvalitet i øvrigt. Ved moderne vinproduktion afkøler man vinen til 3 °C for at få udfældet al vinsten, men det fjerner efter nogles opfattelse det karakteristiske fra vinen.
Vinsten bruges til fremstilling af Potaske.